# Quercus lenticellata
Quercus lenticellata Barnett – gatunek roślin z rodziny bukowatych (Fagaceae Dumort.). Występuje endemicznie w Tajlandii. 

## Morfologia
PokrójZimozielone drzewo.
LiścieBlaszka liściowa jest owłosiona od spodu i ma eliptyczny kształt. Mierzy 6–13 cm długości oraz 2–4,5 cm szerokości, jest ząbkowana przy wierzchołku, ma ostrokątną nasadę i ostry wierzchołek. Ogonek liściowy jest owłosiony i ma 15–20 mm długości. Przylistki mają równowąski kształt i osiągają 3–5 mm długości.
OwoceOrzechy zwane żołędziami o jajowatym kształcie, dorastają do 12–20 mm długości. Osadzone są pojedynczo w łuskowatych miseczkach 12–18 mm średnicy.